# Ein Rabbi im Wilden Westen
Ein Rabbi im Wilden Westen (The Frisco Kid) ist ein US-amerikanischer Western mit komödiantischen Elementen aus dem Jahr 1979. Die vorletzte Regie-Arbeit des renommierten Robert Aldrich zeigt Gene Wilder in der Rolle eines Rabbiners, der von Polen nach San Francisco versetzt wird; dabei wird der sogenannte „Wilde Westen“ für ihn zu einer gefährlichen, nur mit Hilfe eines jungen Outlaws (Harrison Ford) bewältigten Herausforderung.

## Handlung
Avram Belinski hat im Polen des Jahres 1850 mit nur mäßigem Ergebnis (als zweitschlechtester seines Studiengangs) die Jeschiwa absolviert und wird gegen den Willen eines Ältestenrats vom Großrabbiner nach Amerika geschickt, wo er der erste Rabbi der noch jungen jüdischen Gemeinde von San Francisco werden soll, welcher er außerdem eine Thora zu überbringen hat. In Philadelphia angekommen, verpasst er wegen des anhaltenden Goldrauschs ein Schiff nach Kalifornien und schließt Bekanntschaft mit Darryl Diggs, der das gleiche Ziel hat. Belinski bietet dem Enttäuschten seine Hilfe an und lernt in einem Mietstall sowohl Diggs’ Bruder Matt wie auch den geldgierigen Kutschen-Anbieter Jones kennen. Nachdem eine geforderte Summe gezahlt ist, treten der ebenso weltfremde wie unerfahrene Rabbi und die zwei Brüder die Reise gen Westen an; unterwegs lauert indes Jones dem Trio auf und prügelt Belinski samt Kleidung und Thora aus dem Wagen. Dieser kann zwar die verlorenen Utensilien wiederfinden, steht aber in den Weiten Pennsylvanias ziemlich hilflos da. In der Ferne entdeckt er schließlich einige Ackerbau betreibende Männer, die er wegen ihrer Kleidung für jüdische Landsleute hält; beim näheren Kontakt erweisen sie sich allerdings als Amische. Diese leben zwar in ärmlichen Verhältnissen, sammeln aber eine kleine Summe, um so die Weiterfahrt Belinskis zu ermöglichen.
Im Zug benutzt er gerade die Toilette, als der junge Outlaw Tommy Lillard einen Überfall startet – beide begegnen sich daher nicht. Weil ihm sein Glauben verbietet, am Sabbat zu reisen, und dieser jüdische Ruhetag schon mit dem Sonnenuntergang am Freitag beginnt, verlässt der Rabbi an einem Haltepunkt die Bahn. Später schließt er sich einem Trupp von Schienenlegern an, um sich so ein Pferd zu organisieren, mit dem er den Weg nach San Francisco fortsetzen kann; da ihn ein paar Waschbären während des Schlafs um die Essenvorräte bringen, ist er gezwungen, in der ihm fremden Wildnis ohne Waffe zu jagen. In einem Fluss vergeblich nach Fischen prügelnd, kommt ihm plötzlich Lillard mit seinen Schießkünsten zu Hilfe; der Ganove stimmt widerwillig zu, dem völlig orientierungslosen Polen auf dem Weg zur Westküste zu begleiten. Als freilich seine bescheidene Beute aus dem Zugüberfall aufgebraucht ist, begeht Lillard in einer kleinen Kommune einen Bankraub und gefährdet damit die mühsam entstandene Freundschaft; Belinski jedenfalls ist entsetzt und will seinen „Anteil“ (er hatte lediglich das Pferd des Schurken gehalten) unter allen Umständen zurückgeben. Erschwerend kommt nun noch hinzu, dass ihnen eine Posse auf den Fersen ist und der nächste Sabbat naht; Lillard kann zwar die Verfolger in einem Flussbett narren, doch als der Rabbi wegen des Ruhetags vom Pferd steigt, platzt ihm der Kragen. Was ihm wenig nutzt, denn die Sturheit des Polen ist beachtlich, und als die Sonne am Samstag hinter den Bergen verschwindet, kann die lebensbedrohliche Situation bereinigt werden (übrigens auch, weil die Pferde durch den Fußmarsch ausgeruht sind).
Die Freude ist nur von kurzer Dauer, denn eine Gruppe Indianer erscheint am Horizont. Auf der Flucht vor ihnen verliert Belinski die Thora; als er dies entdeckt, kehrt er zum Entsetzen Lillards um, was beide in die Hände der Ureinwohner befördert. Im Dorf kann der Rabbi den Häuptling von seinen friedlichen Absichten zwar überzeugen, wird aber aufgefordert, einen dringend benötigten Regen herbeizubeten. Gerade als er zu erklären versucht, dass sein Gott nicht allen „Wünschen“ nachkommt, setzt ein heftiger Gewitterguss ein. Dies wird gebührend gefeiert, und ein dem Rabbi verabreichtes Rauschmittel versetzt ihn in die Bewusstlosigkeit. Als er aufwacht, befindet er sich plötzlich in einem Kloster, in dem sich die Mönche zum Schweigen verpflichtet haben. Dort wieder zu Kräften gelangt, geht die Reise an die Westküste weiter. In der nächsten Ortschaft schickt Belinski wie annonciert seinen Beuteanteil zurück, während sich Lillard in einem Saloon vergnügt, um sich später „seine“ Dollars zurückzuholen. Später am Abend betritt der Rabbi das Lokal und entdeckt das ihn ausgeraubt habende Trio am Spieltisch. Der Versuch, seinen Verlust zurückzufordern, endet kläglich auf dem Tresen, doch als Matt Diggs gerade ein kleines Fass auf seinem Haupt zerschlagen will, schreitet der aus einem höhergelegenen Zimmer kommende Lillard ein und vertreibt die Unholde. Nunmehr am Pazifik angelangt, freut sich das ungleiche Duo über die durchgestandenen Abenteuer. Doch die Verbrecher haben noch nicht aufgegeben; bei der einsetzenden Schießerei kommt zunächst Jones um, und dann fordert der verletzte Lillard den Rabbi auf, Darryl Diggs zu erschießen: Gegen seinen Glauben wiewohl zur Rettung beider Leben feuert Belinski die Waffe ab.
Nach diesem Vorfall glaubt Belinski, nicht mehr in der Lage zu sein, das Amt eines Rabbiners ausüben zu können, weshalb er sich im Haus der ihn und die Thora erwartenden Familie Bender in San Francisco als Cowboy ausgibt; die an der Tür mit ihm sprechende Rosalie Bender verliebt sich umgehend in den merkwürdig stammelnden Fremden, obwohl Belinski nach dem schon vor Reiseantritt abgehaltenen Schriftverkehr eigentlich ihrer Schwester Sarah Mindl Bender versprochen ist. In einem Restaurant ist es dann Lillard, der gegen Belinskis Selbstzweifel argumentiert. Als die von Samuel Bender angeführte Abordnung der in San Francisco lebenden Juden kommt und zunächst Lillard für den neuen Rabbiner hält, gibt sich der Pole doch noch zu erkennen, was besonders Rosalie erfreut. Gerade als eine spontane Verlobungsfeier startet, taucht der die Schießerei unbeschadet überlebt habende Matt Diggs auf, beschuldigt Belinski des Mordes an seinem Bruder und fordert ihn zu einem Duell außerhalb des Lokals auf. Aber Lillard, der von Diggs kurz außer Gefecht gesetzt worden war, schafft es, den Vorwurf durch seine Aussage zu entkräften, und es wird eine befriedigende Lösung gefunden, die so aussieht, dass der Halunke ohne weiteres Blutvergießen aus San Francisco verbannt wird. Der Film endet mit der Hochzeit Belinskis und Rosalie, bei der Lillard als Trauzeuge auftritt.

## Kritiken
Roger Ebert schrieb in der Chicago Sun-Times, die Grundidee des Films sei gut. Der Film versuche jedoch, unterschiedliche Tonarten zu verwenden und wirke dadurch „inkonsistent“. Die besten Filme von Robert Aldrich – wie Das dreckige Dutzend – würden eine spezifische, „zynische“ Tonart verwenden; dieser Film sei im Grunde „sanfter“.

„Ebenso flott wie geistreich inszenierte Komödie, die freilich nur die Zuschauer begeistern wird, die ein Gespür für die Überlieferung der jiddischen Kultur haben.“

„Fünf Jahre nachdem er in Mel Brooks' ‚Is' was Sheriff?‘ das Cowboy-Leben verulkte, zog es Komiker Gene Wilder erneut in die Prärie. Als naiver Rabbiner hat er dabei garantiert die Lacher auf seiner Seite. Allerdings sind Grundkenntnisse in jüdischer Kultur hier von Vorteil. […] Fazit: Amüsanter und oft harter Kultur-Clash.“

## Hintergrund
Der Film wurde in Arizona, in Colorado und in Kalifornien gedreht. Er spielte in den Kinos der USA etwa 9,3 Millionen US-Dollar ein.
Frank De Vol, der Komponist der Filmmusik, ist zudem in einer kleinen Rolle als Klavierspieler zu sehen.